# Simyra destriata
Simyra destriata là một loài bướm đêm trong họ Noctuidae.